# Westende
Westende est une section de la commune belge de Middelkerke située en Région flamande dans la province de Flandre-Occidentale. C'était une commune à part entière avant la fusion des communes de 1977. Lors d`une précédente fusion en 1971 Westende avait intégré elle même la commune de Lombardsijde.
C'est une station balnéaire de la côte belge. Un haut lieu de cette localité est le Grand Hotel Bellevue aussi appelé la Rotonde.
Westende est aussi la station balnéaire où se trouvait le Camping Cosmos, l'unique camping donnant directement sur la mer, et où s'est déroulé le film Camping Cosmos (1996), du cinéaste belge Jan Bucquoy.

## Toponymie
À l'origine, il y avait une île (Terstreep) devant la côte belge, et Westende en était le village le plus oriental (West signifie « ouest » en néerlandais ; ende est une ancienne forme de einde, extrémité, fin). À l'autre extrémité, il y avait Ostende. Entre les deux villages, il y avait Middelkerke (middel signifie « milieu » en néerlandais et kerk signifie « église », soit « église au milieu » des deux villages).

## Démographie

### Évolution démographique de la commune fusionnée (1971-1976)
- Sources : INS, Rem. : 1831 jusqu'en 1970 = recensements, 1976 = nombre d'habitants au 31 décembre[2].

## Histoire
Le développement de cette station balnéaire est lié à la personnalité d'Edouard Otlet (1842-1907), un entrepreneur visionnaire de la fin du XIXe siècle. Il est à la tête d'une société prospère de tramways qui s'épanouit en Europe. Impliqué dans la construction de la ligne ferroviaire d'Ostende-Thourout-Armentières (1874), il décide d'acquérir, en 1887, 64 hectares de dunes sur la commune actuelle de Middelkerke. Le terrain lui est adjugé pour la somme de 35 000 francs en vente publique. Au départ de cette acquisition, aucun plan précis de développement touristique n'existe. Tout au plus s'agit il de profiter de cet espace pour les loisirs personnels de l'industriel lors de ses parties de chasse. Sa fortune est remarquable. L'année 1896 constitue un tournant décisif pour la localité qui se mue en une station balnéaire. La volonté était d'en faire un Bruxelles à la mer, selon l'expression d'Otlet lui-même. Le tourisme côtier reçoit l'aval du souverain Léopold II qui comprend l'enjeu financier de ce développement. Les trois grandes stations sont alors en pleine croissance: Ostende, Blankenberghe et Heyst.
Edouard Otlet dote Westende du tramway en 1896 grâce à la ligne électrique Ostende-Middelkerke. La station balnéaire Westende -Bains est inaugurée en 1903. Une infrastructure hôtelière, l'hôtel des Bains, est ouverte avec sa salle des fêtes, La Terrasse. L'architecte, Alban Chambon, a procédé à l'aménagement intérieur. Dans la foulée, il propose un plan général de la ville.
Mais le projet de développement de la localité revient finalement au fils de l'entrepreneur, Paul Otlet. Le 5 juillet 1898, la Société anonyme la Westendaise est créée dans le but d'exploiter la plage de Westende par le clan Otlet principalement. Octave Van Rysselberghe propose en 1903 un plan de développement pour la voirie, les terrains à lotir et les constructions principales. Westende doit devenir une station balnéaire de caractère. C'est pourquoi, on désire réaliser un programme d'ensemble où l'esthétisme et l'architecture offrent une combinaison agréable. L'objectif est d'offrir à cette plage de famille un aspect agréable sans trop de mondanité, à l'opposé de sa voisine, Ostende. Les terrains à bâtir doivent disposer d'une superficie suffisante pour éviter l'entassement et la trop grande proximité entre les habitations. Enfin, on privilégie la visibilité de la mer pour chaque demeure.
Paul Otlet en véritable maître d'œuvre énonce les principes de construction à respecter dans la revue Le Cottage en 1903.
Une série de services collectifs sont proposés afin d'éviter les initiatives sauvages qui dénatureraient l'architecture de la localité. Un hôtel est construit dès 1897 : le Kursaal. Une nouvelle version est ouverte sur la digue en bordure de l'avenue de la Chapelle en 1904. Octave Van Rysselberghe en est l'auteur pour la Westendia, société coopérative formée par la Westendaise et un groupe de propriétaires de villas. Cette société a pour fonction de gérer le nouveau centre et de l'ériger. Parmi les services collectifs proposés, on trouve une infrastructure sportive. Le tennis en était la principale attraction avec le Westende Lawn Tennis. Des services techniques composés d'un château d'eau et d'une usine électrique sont présents. Ce recours à l'électricité a permis la généralisation de l'éclairage public et privé. Chaque villa est ainsi dotée de l'eau courante. Une blanchisserie, un bureau de poste, télégraphe et téléphone donnent à cette station balnéaire tous les services désirés. L'organisation du culte est également pensée avec l'édification d'une église à partir de 1903. La société La Westendaise a veillé à offrir toutes les commodités pour le confort du villégiateur. La mise sur pied d'une société de tramway vicinal et d'un service omnibus achèvent la réalisation de cette nouvelle station balnéaire moderne.

## Deux architectes pour une station balnéaire
Alban Chambon, décorateur et architecte, collabore avec Edouard Otlet sur la station balnéaire de Westende de 1895 à 1901. Parallèlement, il travaille sur la ville d'Ostende.
C'est lui qui réaliser le premier plan de la ville de Westende et construit en 1897 deux villas. Le Westend'Hôtel, quant à lui, est un hôtel composé de 64 chambres dont la décoration a été réalisée avec ses fils Gaston et Fernand. En 1898, il bâtit sa propre villa « La Westendaise » et celle de l'associé d'Edouard Otlet, Fernand Guillon, « La Cigogne ». Jusqu'en 1901, Edouard Otlet et Alban Chambon collaborent sur l'édification de la station balnéaire de Westende. À partir de 1900, l'architecte est de plus en plus mobilisé sur Ostende avec le Kursaal et le théâtre royal. Le revers de fortune de la maison Otlet a raison de leur association. En effet, Edouard Otlet subit une faillite importante en 1900.
Désormais le développement de la station balnéaire est l'affaire du fils ainé d'Edouard Otlet, en raison de sa démission de la Westendaise. Paul Otlet décide de collaborer avec Octave Van Rysselberghe une nouvelle fois. Sa demeure située rue de Florence à Bruxelles en 1894 est le fruit d'une première collaboration entre les deux hommes. L'architecte confère à la station son caractère résolument Art Nouveau.

## Patrimoine

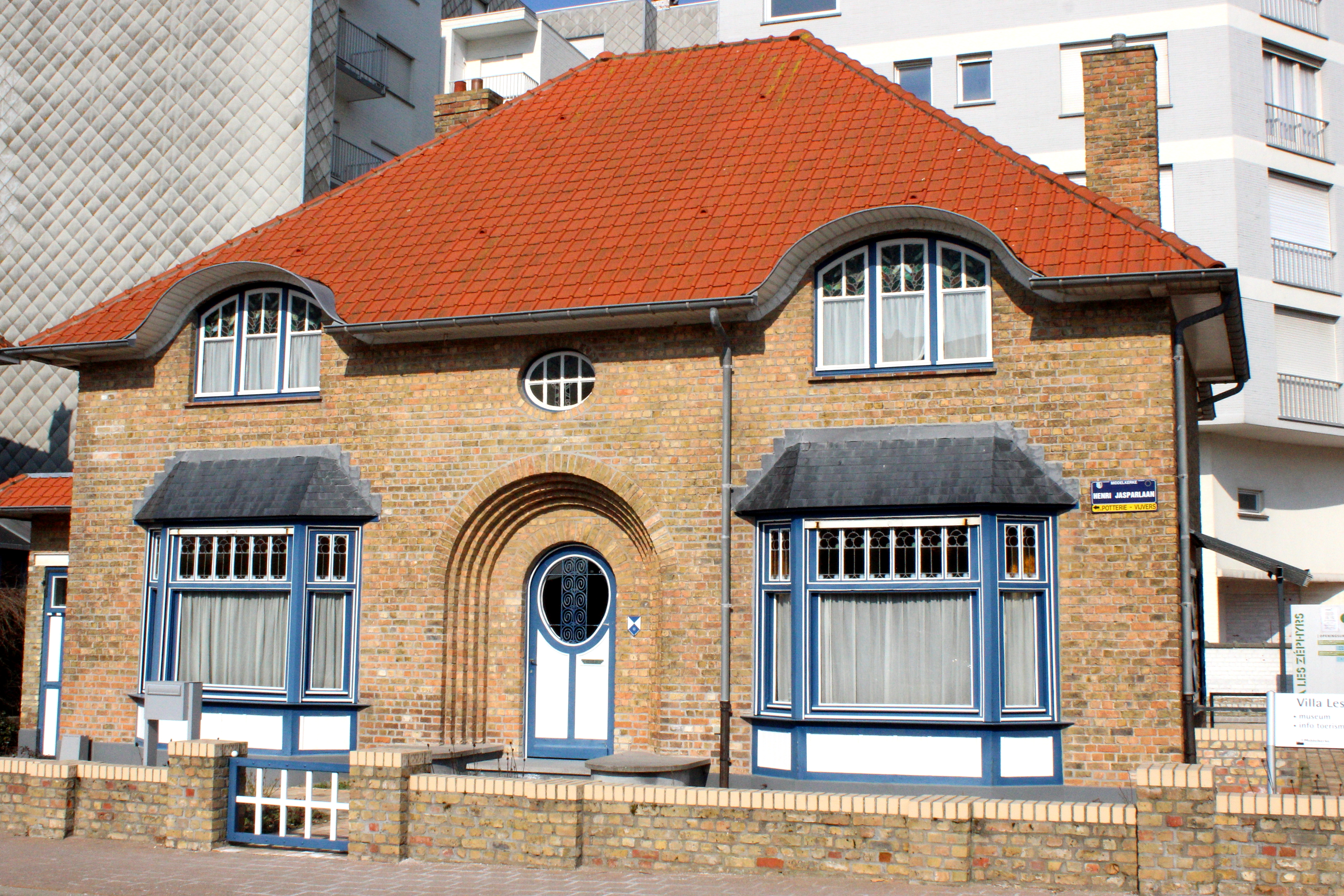
Villa Les Zéphyrs.

- Villa Les Zéphyrs : Classée en 2000, cette villa en briques jaunes fut construite après la Première Guerre mondiale par l'architecte Oscar Van de Voorde pour un médecin gantois. La maison constitue un bel exemple d'architecte balnéaire. Elle abrite l'office de tourisme et un musée qui restitue le cadre des vacances d'une famille bourgeoise de l'époque ainsi que de ses employés de maison. La salle à manger possède des lambris et du mobilier en style Art nouveau conçus à la fin du XIXe siècle par l'architecte Henry Van de Velde. Les fenêtres à vitraux et la salle bain sont également dignes d'attention.
- Grand Hôtel Bellevue, également connu sous le nom de « Rotonde » : il fut bâti entre 1909 et 1911 par l'architecte Octave van Rysselberghe à la demande du Bruxellois Nicolas Lambrée. Ce remarquable édifice pré moderniste, qui se dresse face à la mer et aux dunes à l'extrémité est de la station balnéaire, possède une structure en béton armé, dont l'extrémité en forme de demi-cercle attire le regard.

## À lire
- Les Bruxellois à la mer : Westende[7].
- Marc Constandt, Westende in de Belle Époque. Van exclusieve badplaats tot spookstad. Brugge 2007.